# 1012 км (зупинний пункт)
1012 кіломе́тр — пасажирський залізничний зупинний пункт Дніпровської дирекції залізничних перевезень Придніпровської залізниці на двоколійній електрифікованій постійним струмом лінії Павлоград I — Синельникове I між станціями Павлоград I (18 км) та Зайцеве (2 км). Розташований біля села Очеретувате Синельниківського району Дніпропетровської області.

## Пасажирське сполучення
Через зупинний пункт прямують приміські електропоїздів за напрямком Лозова — Дніпро-Головний / Синельникове I, проте не зупиняються.